# Jože Mlinarič (latinist)
Jože Mlinarič, slovenski klasični filolog, zgodovinar, arhivar, latinist, prevajalec, akademik, * 13. marec 1935, Maribor, † 13. november 2021
Po maturi na Klasični gimnaziji v Mariboru (1954) se je vpisal na oddelek za klasično filologijo na Univerzi v Ljubljani, kjer je 1961 diplomiral, nato pa je (kot izredni študent) 1969 diplomiral še na oddelku za zgodovino te univerze. 
Kot srednješolski profesor je poučeval na gimnazijah na Ravnah in v Novem mestu (1959–65), kjer je bil nato 1965–71 arhivar v Dolenjskem muzeju, 1971–90 pa je v Pokrajinskem arhivu v Mariboru vodil oddelek za starejše gradivo (izpred 1850). 
1977 je doktoriral na Filozofski fakulteti v Ljubljani s temo Vita Mariae metrica, tekstnokritično, historiografsko in literarno analizo nad 8.000 verzov obsegajočega latinskega epa o Marijinem življenju (13. stol.), ki ga je na začetku 14. stoletja v Žički kartuziji prepesnil brat Filip Žički. Predaval je sprva (po 1978) honorarno, od leta 1990 pa kot redno zaposleni na oddelku za zgodovino Pedagoške (kasneje Filozofske) fakultete v Mariboru, kjer je predaval srednjeveško zgodovino s prvimi tremi stoletji novega veka (obdobje fevdalizma) in pomožne zgodovinske vede od 1995 kot redni profesor. Upokojil se je leta 2000. 
Raziskoval je zgodovino zemljiških gospostev, meniških redov in samostanov. V letih od 1982 do 2009 je objavil osem monografij s področja monasteriologije, v katerih je obravnaval preteklost devetih srednjeveških samostanov na slovenskem ozemlju od njihovega nastanka do razpustitve v jožefinskih reformah konec 18. stoletja: kartuzij v Bistri, Jurkloštru, Pleterjah in Žičah, cistercijanskih samostanov v Kostanjevici in Stični, pa tudi dominikanskih samostanov v Marenbergu (Radlje), na Ptuju in v Studenicah in na koncu proučil še Cistercijanski samostan Rein pri Gradcu z vidika stikov z našimi samostani, ki je bila medpri nas malo poznanimi, a ključnimi viri za zgodovino naših starejših samostanov. 
Kot strokovnjak za štajerske arhive je sodeloval pri izvedbi arhivskega sporazume z Avstrijo iz leta 1923 in restitucije v letih 1941–45 v Avstrijo odpeljanega kulturnega blaga. Zbral in uredil je 36 zvezkov virov pod naslovom Gradivo za zgodovino Maribora (1975 - 2011) in uredil Zbirko listin 1246-1865 (1987). 
Prevajal je iz antične literature, tako starogrške (Anakreontika ali pesmi o vinu in ljubezni, 1968), kot tudi rimske (Propercij, Pesmi, 1973) oz. novoveške latinščine (J. V. Valvasor, Theatrum mortis humanae,1969) in stare nemščine (v: Srednjeveško slovstvo: izbrano delo, 1972). 
Univerza v Mariboru mu je za njegov doprinos podelila zlato plaketo (1998) in naziv zaslužni profesor (2003). Mestna občina Maribor mu je za življenjsko delo podelila Glazerjevo nagrado (2003) in ga imenovala za častnega občana (2008). Papež Janez Pavel II. mu je za dosežke pri raziskovanju starejše slovenske cerkvene zgodovine, zlasti še preteklosti naših srednjeveških samostanov, podelil naslov viteza komendatorja sv. Gregorja Velikega iz svetnega reda (1999).
Leta 1995 je bil izvoljen za izrednega in 2001 za rednega člana Slovenske akademije znanosti in umetnosti. Leta 2004 je postal častni član Arhivskega društva Slovenije, 2005 pa častni predsednik Zgodovinskega društva dr. Franca Kovačiča v Mariboru. Veljal je za vodilnega štajerskega oz. vzhodnoslovenskega zgodovinarja ter monasteriologa. Njemu v čast je v zbirki Studia Historica Slovenica izšel Mlinaričev zbornik v dveh zvezkih (2005, 2006).
Umrl je 13. novembra 2021. Pokopan je na Gorci v Malečniku.

## Dela
(zbirke virov in monografije)
- Topografija posesti kostanjeviške opatije 1234-1786, 1972
- Gradivo za zgodovino Maribora I - XXXVI (ur., 1975-2011)
- Kartuzija Pleterje 1403-1595, 1982
- Župnije na Slovenskem Štajerskem v vizitacijskih zapisnikih arhidiakonata med Dravo in Muro 1656-1774, 1987
- Zbirka listin 1246-1865 (ur.), Pokrajinski arhiv Maribor, 1987
- Kostanjeviška opatija 1234-1786, 1987
- Kartuziji Žiče in Jurklošter, 1991
- Stiška opatija 1136-1784, 1995
- Mariborski Židje v zadnjih desetletjih pred izgonom iz mesta, njihov izgon in sledovi, 1996
- Marenberški dominikanski samostan 1251-1782, 1997
- Kartuzija Bistra, 2001
- Studeniški dominikanski samostan: ok. 1245-1782, 2005
- Cistercijanska opatija Rein in njena povezanost s slovensko zemljo (13.-18. stoletje), 2011